# Michael Giacchino
Michael Giacchino (Riverside Township, 10 de outubro de 1967) é um compositor estadunidense responsável pela trilha sonora de diversas séries, filmes e jogos de videogame. Alguns de seus trabalhos mais notáveis incluem as séries Lost, Alias e Fringe; jogos eletrônicos das séries Medal of Honor e Call of Duty, e filmes como Mission: Impossible III, The Incredibles, Ratatouille, Star Trek, Up, Super 8, Zootopia, Coco (filme) e The Batman.
Giacchino recebeu vários prêmios, incluindo um Emmy Award, três Grammy Awards, um BAFTA, um Globo de Ouro e um Oscar.

## Biografia
Michael Giacchino nasceu em Riverside Township, no Condado de Burlington, Nova Jérsia. Seu pai descende de italianos da Sicília e sua mãe de imigrantes italianos de Abruzzo, no sul italiano, o que garantiu-lhe obter a cidadania italiana. Giacchino passou parte de sua infância e juventude na localidade vizinha de Park Township e formou-se em 1986 pela instituição católica High Cross High School.
Logo aos dez anos de idade, Giacchino já demonstrava sua aptidão por música ao passar horas inventando fundos sonoros para animações stop motion. Durante a escola, um professor recomendou que ele ingressasse na Escola de Artes Visuais de Nova Iorque. Pouco tempo após, o jovem música teve seu primeiro contato com uma instituição voltada unicamente ao ensino de artes.
Na Escola de Artes Visuais, Giacchino envolveu-se com produção cinematográfica e história do cinema. Durante a conclusão do curso, um de seus instrutores anunciou-lhe uma vaga para estágio na Universal Pictures. Giacchino, curiosamente o único interessado na vaga, foi contratado por seis meses, enquanto estudava e trabalhava em uma das unidades da franquia Macy's. Giacchino graduou-se em 1990 como Bacharel em Belas Artes e posteriormente, ingressou na Juilliard School.
Amigo e colaborador de J.J. Abrams, Giacchino começou a sua parceria desde 2001, trabalhou nas séries de televisão Alias (2001-2006), Lost (2004-2010), Six Degrees (2006-2007), Fringe (2008-2013) e Undercovers (2010) e nos filmes Mission: Impossible III (2006), Star Trek (2009), Super 8 (2011) e Star Trek Into Darkness (2013). Excepto Star Wars: The Force Awakens (2015) e Star Wars: The Rise of Skywalker (2019), que foi composta por John Williams.
Em 2016, anunciou que Michael Giacchino iria substituir Alexandre Desplat como compositor de Rogue One: A Star Wars Story.
Em 2017 a 2019, seus projetos mais famosos foram os dois filmes do Homem Aranha dentro do Universo Cinematográfico Marvel, a sequencia de Os Incríveis e Jojo Rabbit, de Taika Waititi.[carece de fontes?]
Giacchino também é um frequente colaborador do diretor Matt Reeves, tendo trabalhado em todos os projetos do diretor,desde Deixe-me Entrar até Planeta dos Macacos:A Guerra, essa parceria inclusive fez com que Giacchino fosse chamado para compor a trilha de The Batman, dirigido por Reeves.[carece de fontes?]

## Discografia

### Cinema
- Legal Deceit (1997)
- My Brother the Pig (1999)
- The Trouble with Lou (2001)
- Sin (2003)
- The Incredibles (2004)
- Sky High (2005)
- The Muppets' Wizard of Oz (2005)
- The Family Stone (2005)
- One Man Band (Curta-metragem) (2005)
- Looking for Comedy in the Muslim World (2006)
- Mission: Impossible III (2006)
- Ratatouille (2007) - indicação ao Oscar
- Cloverfield (2008)
- Speed Racer (2008)
- Star Trek (2009)
- Partly Cloudy (Curta-metragem) (2009)
- Up (2009) - vencedor do Oscar
- Land of the Lost (2009)
- Earth Days (2009)
- Let Me In (2010)
- Cars 2 (2011)
- La Luna (Curta-metragem) (2011)
- Super 8 (2011)
- Mission: Impossible – Ghost Protocol (2011)
- John Carter (2012)
- Star Trek Into Darkness (2013)
- Dawn of the Planet of the Apes (2014)
- Jurassic World (2015)[7]
- Inside Out (2015)
- Zootopia (2016)
- Star Trek - Beyond (2016)
- Doutor Estranho (2016)
- Rogue One: A Star Wars Story (2016)
- Spider-Man: Homecoming (2017)
- War for the Planet of the Apes (2017)
- Coco (2017)
- The Incredibles 2 (2018)
- Jurassic World: Fallen Kingdom (2018)
- Spider-Man: Far From Home (2019)
- Jojo Rabbit (2019)
- Spider-Man: No Way Home (2021)
- The Batman (2022)
- Jurassic World: Dominion (2022)
- Thor: Love and Thunder (2022)

### Televisão
- Alias (2001-2006)
- Lost (2004-2010)
- Six Degrees (2006-2007)
- Fringe (2008-2013)
- Undercovers (2010)
- Werewolf by Night (2022) - também diretor

### Jogos eletrônicos
- Mickey Mania: The Timeless Adventures of Mickey Mouse	(1994)
- The Lost World: Jurassic Park (1997)
- Chaos Island (1997)
- Small Soldiers (1998)
- T'ai Fu: Wrath of the Tiger	(1999)
- Warpath: Jurassic Park	(1999)
- Medal of Honor (1999)
- Muppet Monster Adventure (2000)
- Medal of Honor: Underground (2000)
- Medal of Honor: Allied Assault (2002)
- Medal of Honor: Frontline (2002)
- Call of Duty (2003)
- Secret Weapons Over Normandy	(2003)
- Call of Duty: United Offensive (2004)
- Call of Duty: Finest Hour (2004)
- The Incredibles (2004)
- Mercenaries: Playground of Destruction (2005)
- The Incredibles: Rise of the Underminer	(2005)
- Black (2006)
- Medal of Honor: Vanguard	(2007)
- Medal of Honor: Airborne (2007)
- Medal of Honor: Heroes 2 (2007)
- Lost: Via Domus (2008)
- Turning Point: Fall of Liberty	(2008)
- Fracture (2008)
- Up	(2009)
- Sniper Elite 4	(2017)
- Lego The Incredibles (2018)
- Medal of Honor: Above and Beyond (2020)